# Partidul România Mare
Die Partidul România Mare (PRM, deutsch etwa Großrumänien-Partei) ist eine politische Partei in Rumänien.

## Geschichte
Die Partidul România Mare wurde im Juni 1991 gegründet. Dominante Persönlichkeit (und über weite Strecken auch Vorsitzender) war von Beginn an Corneliu Vadim Tudor. 
In den 1990er Jahren nahm die Partei zunächst einen kontinuierlichen Aufschwung. 1994/95 war sie zwischenzeitlich sogar an der Regierung des Sozialdemokraten Nicolae Văcăroiu beteiligt. 
Im Jahr 2000 wurde die Partidul România Mare zweitstärkste Partei im rumänischen Parlament. Gleichzeitig erreichte Corneliu Vadim Tudor bei der Präsidentschaftswahl im ersten Wahlgang 28,3 Prozent der Stimmen und damit den zweiten Platz, unterlag in der Stichwahl jedoch deutlich dem ex-kommunistischen Sozialdemokraten Ion Iliescu mit 33,2 zu 66,8 Prozent. 
Anfang 2004 verkündete Tudor öffentlich seine Wandlung vom Antisemiten zum Philosemiten und engagierte israelische Imageberater als Wahlkampfleiter.
Seitdem hat die Zustimmung der Wähler für die Partei nachgelassen.
Für einige Monate des Jahres 2005 hieß die Partei Partidul Popular România Mare (PPRM, etwa Großrumänien-Volkspartei), erhielt dann aber wieder ihren alten Namen.
Nach dem Beitritt Rumäniens zur Europäischen Union im Januar 2007 entsandte die Partidul România Mare fünf Abgeordnete in das Europäische Parlament. Dort gründeten sie mit rechtsextremen Abgeordneten aus anderen Ländern die Fraktion Identität, Tradition, Souveränität. Diese löste sich aber schon im November 2007 wieder auf, als die rumänischen Abgeordneten wegen Spannungen mit ihren italienischen Kollegen die Fraktion verließen.
Im November 2008 verlor die PRM bei der Parlamentswahl massiv an Stimmen und verfehlte den Wiedereinzug ins Parlament. Auch schied die Partei nach den rumänischen Nachwahlen zum Europäischen Parlament am 25. November 2007 aus der europaweiten Vertretung aus. Bei den Neuwahlen am 7. Juni 2009 gelang ihr mit 8,7 % der Stimmen allerdings der Wiedereinzug ins Europäische Parlament.

### Wahlergebnisse
| Jahr | Wahl                   | Ergebnis |
| ---- | ---------------------- | -------- |
| 1992 | Parlament              | 3,9 %    |
| 1996 | Parlament              | 4,5 %    |
| 2000 | Parlament              | 19,5 %   |
| 2004 | Parlament              | 12,9 %   |
| 2007 | Europäisches Parlament | 4,2 %    |
| 2008 | Parlament              | 3,2 %    |
| 2009 | Europäisches Parlament | 8,7 %    |

## Politische Orientierung
Die Partei ist im politischen Spektrum Rumäniens als nationalistisch einzuordnen. Während sie in Westeuropa als rechtsextrem angesehen wird, wird sie in Rumänien als linksextrem eingestuft. Grund ist die Kontinuität der aus der Ceaușescu-Ära übernommenen Ideologien des Kommunismus und des Nationalismus. Überlagert wird dieses Ideologiegemisch von religiösen Ideen.
Gemäß dem Parteinamen ist das Hauptziel die Wiederherstellung der Grenzen Rumäniens in der Zeit zwischen den beiden Weltkriegen („Großrumänien“), das heißt unter Einschluss Bessarabiens, der Nordbukowina und der Süddobrudscha. 
Erklärte politische Vorbilder der Partei und ihres Vorsitzenden sind die Diktatoren Ion Antonescu und Nicolae Ceaușescu.
Regelmäßig werden bestimmte Minderheiten zu Feinden erklärt und für Missstände im politischen und gesellschaftlichen Leben Rumäniens verantwortlich gemacht. Zu diesen Gegnern gehören Roma, Ungarn und Homosexuelle.
Lange Zeit waren auch Juden regelmäßig Ziel verbaler Attacken der Partei. In diesem Zusammenhang leugneten führende Parteivertreter auch den Holocaust oder zumindest die rumänische Beteiligung an diesem. Anfang 2004 verkündete Tudor öffentlich seine Wandlung vom Antisemiten zum Philosemiten und engagierte einen israelischen Imageberater als Wahlkampfleiter.